# 猫营河
猫营河，位于中国贵州省南部，是濛江上游右岸支流，发源于安顺市西秀区鸡场布依族苗族乡甘堡落水岩，向南流经紫云县格坝水库和猫营镇，至锅底塘汇入濛江上游干流。河长41千米，平均比降4.84‰，流域面积398平方千米。